# Final do Grand Prix de Patinação Artística no Gelo de 2016–17
A Final do Grand Prix de Patinação Artística no Gelo de 2016–17 foi a vigésima segunda edição da competição, um evento anual de patinação artística no gelo organizado pela União Internacional de Patinação (em inglês:  International Skating Union), e o evento final do Grand Prix de 2016–17. Os patinadores se qualificaram para essa competição através de outras seis competições: Trophée de France, NHK Trophy, Rostelecom Cup, Cup of China, Skate America e Skate Canada International. O evento júnior é disputado ao mesmo tempo do sênior. A competição foi disputada entre os dias 8 de dezembro e 11 de dezembro de 2016, na cidade de Marselha, França.

## Eventos
- Individual masculino
- Individual feminino
- Duplas
- Dança no gelo

## Medalhistas
| Evento                        | Ouro                                              | Prata                                            | Bronze                                               |
| Sênior                        |                                                   |                                                  |                                                      |
| Individual masculino detalhes | Yuzuru Hanyu · Japão                              | Nathan Chen · Estados Unidos                     | Shoma Uno · Japão                                    |
| Individual feminino detalhes  | Evgenia Medvedeva · Rússia                        | Satoko Miyahara · Japão                          | Anna Pogorilaya · Rússia                             |
| Duplas detalhes               | Evgenia Tarasova · Vladimir Morozov · Rússia      | Yu Xiaoyu · Zhang Hao · China                    | Meagan Duhamel · Eric Radford · Canadá               |
| Dança no gelo detalhes        | Tessa Virtue · Scott Moir · Canadá                | Gabriella Papadakis · Guillaume Cizeron · França | Maia Shibutani · Alex Shibutani · Estados Unidos     |
| Júnior                        |                                                   |                                                  |                                                      |
| Individual masculino detalhes | Dmitri Aliev · Rússia                             | Alexander Samarin · Rússia                       | Cha Jun-hwan · Coreia do Sul                         |
| Individual feminino detalhes  | Alina Zagitova · Rússia                           | Anastasiia Gubanova · Rússia                     | Kaori Sakamoto · Japão                               |
| Duplas detalhes               | Anastasia Mishina · Vladislav Mirzoev · Rússia    | Anna Dušková · Martin Bidař · República Tcheca   | Aleksandra Boikova · Dmitrii Kozlovskii · Rússia     |
| Dança no gelo detalhes        | Rachel Parsons · Michael Parsons · Estados Unidos | Alla Loboda · Pavel Drozd · Rússia               | Lorraine McNamara · Quinn Carpenter · Estados Unidos |

## Classificados
Sênior
|             | Masculino            | Feminino                   | Duplas                                              | Dança no gelo                               |
| ----------- | -------------------- | -------------------------- | --------------------------------------------------- | ------------------------------------------- |
| 1           | ESP Javier Fernández | RUS Evgenia Medvedeva      | CAN Meagan Duhamel / Eric Radford                   | CAN Tessa Virtue / Scott Moir               |
| 2           | CAN Patrick Chan     | RUS Anna Pogorilaya        | GER Aliona Savchenko / Bruno Massot (WD)            | USA Maia Shibutani / Alex Shibutani         |
| 3           | JPN Yuzuru Hanyu     | RUS Elena Radionova        | CHN Yu Xiaoyu / Zhang Hao                           | FRA Gabriella Papadakis / Guillaume Cizeron |
| 4           | JPN Shoma Uno        | CAN Kaetlyn Osmond         | CHN Peng Cheng / Jin Yang                           | RUS Ekaterina Bobrova / Dmitri Soloviev     |
| 5           | USA Nathan Chen      | RUS Maria Sotskova         | RUS Evgenia Tarasova / Vladimir Morozov             | USA Madison Chock / Evan Bates              |
| 6           | USA Adam Rippon      | JPN Satoko Miyahara        | CAN Julianne Séguin / Charlie Bilodeau              | USA Madison Hubbell / Zachary Donohue       |
| Substitutos |                      |                            |                                                     |                                             |
| 1º          | CHN Jin Boyang       | USA Ashley Wagner          | RUS Natalia Zabiiako / Alexander Enbert (convocado) | CAN Kaitlyn Weaver / Andrew Poje            |
| 2º          | RUS Sergei Voronov   | RUS Elizaveta Tuktamysheva | USA Haven Denney / Brandon Frazier                  | CAN Piper Gilles / Paul Poirier             |
| 3º          | ISR Oleksii Bychenko | JPN Mai Mihara             | CAN Lubov Ilyushechkina / Dylan Moscovitch          | ITA Anna Cappellini / Luca Lanotte          |

Júnior
|             | Masculino             | Feminino                             | Duplas                                                     | Dança no gelo                                |
| ----------- | --------------------- | ------------------------------------ | ---------------------------------------------------------- | -------------------------------------------- |
| 1           | RUS Alexander Samarin | RUS Anastasiia Gubanova              | RUS Anastasia Mishina / Vladislav Mirzoev                  | RUS Alla Loboda / Pavel Drozd                |
| 2           | KOR Cha Jun-hwan      | RUS Polina Tsurskaya (WD)            | CZE Anna Dušková / Martin Bidař                            | USA Rachel Parsons / Michael Parsons         |
| 3           | USA Alexei Krasnozhon | JPN Rika Kihira                      | RUS Alina Ustimkina / Nikita Volodin                       | USA Lorraine McNamara / Quinn Carpenter      |
| 4           | RUS Roman Savosin     | JPN Kaori Sakamoto                   | RUS Amina Atakhanova / Ilia Spiridonov                     | FRA Angélique Abachkina / Louis Thauron      |
| 5           | RUS Ilia Skirda       | RUS Alina Zagitova                   | RUS Aleksandra Boikova / Dmitrii Kozlovskii                | USA Christina Carreira / Anthony Ponomarenko |
| 6           | RUS Dmitri Aliev      | JPN Marin Honda                      | RUS Ekaterina Borisova / Dmitry Sopot (WD)                 | RUS Anastasia Shpilevaya / Grigory Smirnov   |
| Substitutos |                       |                                      |                                                            |                                              |
| 1º          | USA Vincent Zhou      | RUS Elizaveta Nugumanova (convocado) | AUS Ekaterina Alexandrovskaya / Harley Windsor (convocado) | RUS Anastasia Skoptcova / Kirill Aleshin     |
| 2º          | USA Andrew Torgashev  | RUS Stanislava Konstantinova         | USA Chelsea Liu / Brian Johnson                            | RUS Sofia Polishchuk / Alexander Vakhnov     |
| 3º          | CAN Roman Sadovsky    | JPN Yuna Shiraiwa                    | CAN Lori-Ann Matte / Thierry Ferland                       | CZE Nicole Kuzmich / Alexandr Sinicyn        |

## Resultados

### Sênior

#### Individual masculino
| Pos.              | Nome             | Nacionalidade  | Pontos | PC         | PL         |
| ----------------- | ---------------- | -------------- | ------ | ---------- | ---------- |
| Medalha de ouro   | Yuzuru Hanyu     | Japão          | 293.90 | 106.53 (1) | 187.37 (3) |
| Medalha de prata  | Nathan Chen      | Estados Unidos | 282.85 | 85.30 (5)  | 197.55 (1) |
| Medalha de bronze | Shoma Uno        | Japão          | 282.51 | 86.82 (4)  | 195.69 (2) |
| 4                 | Javier Fernández | Espanha        | 268.77 | 91.76 (3)  | 177.01 (4) |
| 5                 | Patrick Chan     | Canadá         | 266.75 | 99.76 (2)  | 166.99 (5) |
| 6                 | Adam Rippon      | Estados Unidos | 233.10 | 83.93 (6)  | 149.17 (6) |

#### Individual feminino
| Pos.              | Nome              | Nacionalidade | Pontos | PC        | PL         |
| ----------------- | ----------------- | ------------- | ------ | --------- | ---------- |
| Medalha de ouro   | Evgenia Medvedeva | Rússia        | 227.66 | 79.21 (1) | 148.45 (1) |
| Medalha de prata  | Satoko Miyahara   | Japão         | 218.33 | 74.64 (3) | 143.69 (2) |
| Medalha de bronze | Anna Pogorilaya   | Rússia        | 216.47 | 73.29 (4) | 143.18 (3) |
| 4                 | Kaetlyn Osmond    | Canadá        | 212.45 | 75.54 (2) | 136.91 (4) |
| 5                 | Maria Sotskova    | Rússia        | 198.79 | 65.74 (6) | 133.05 (5) |
| 6                 | Elena Radionova   | Rússia        | 188.81 | 68.98 (5) | 119.83 (6) |

#### Duplas
| Pos.              | Nome                                | Nacionalidade | Pontos | PC        | PL         |
| ----------------- | ----------------------------------- | ------------- | ------ | --------- | ---------- |
| Medalha de ouro   | Evgenia Tarasova / Vladimir Morozov | Rússia        | 213.85 | 78.60 (1) | 135.25 (1) |
| Medalha de prata  | Yu Xiaoyu / Zhang Hao               | China         | 206.71 | 75.34 (2) | 131.37 (3) |
| Medalha de bronze | Meagan Duhamel / Eric Radford       | Canadá        | 205.99 | 71.44 (3) | 134.55 (2) |
| 4                 | Natalia Zabiiako / Alexander Enbert | Rússia        | 188.32 | 65.79 (5) | 122.53 (5) |
| 5                 | Julianne Séguin / Charlie Bilodeau  | Canadá        | 186.85 | 60.86 (6) | 125.99 (4) |
| 6                 | Peng Cheng / Jin Yang               | China         | 183.19 | 70.84 (4) | 112.35 (6) |

#### Dança no gelo
| Pos.              | Nome                                    | Nacionalidade  | Pontos | PC        | PL         |
| ----------------- | --------------------------------------- | -------------- | ------ | --------- | ---------- |
| Medalha de ouro   | Tessa Virtue / Scott Moir               | Canadá         | 197.22 | 80.50 (1) | 116.72 (1) |
| Medalha de prata  | Gabriella Papadakis / Guillaume Cizeron | França         | 192.81 | 77.86 (3) | 114.95 (2) |
| Medalha de bronze | Maia Shibutani / Alex Shibutani         | Estados Unidos | 189.60 | 77.97 (2) | 111.63 (3) |
| 4                 | Ekaterina Bobrova / Dmitri Soloviev     | Rússia         | 181.95 | 74.04 (4) | 107.91 (5) |
| 5                 | Madison Hubbell / Zachary Donohue       | Estados Unidos | 179.59 | 72.47 (5) | 107.12 (6) |
| 6                 | Madison Chock / Evan Bates              | Estados Unidos | 179.32 | 70.87 (6) | 108.45 (4) |

### Júnior

#### Individual masculino júnior
| Pos.              | Nome              | Nacionalidade  | Pontos | PC        | PL         |
| ----------------- | ----------------- | -------------- | ------ | --------- | ---------- |
| Medalha de ouro   | Dmitri Aliev      | Rússia         | 240.07 | 81.37 (1) | 158.70 (1) |
| Medalha de prata  | Alexander Samarin | Rússia         | 236.52 | 81.08 (2) | 155.44 (2) |
| Medalha de bronze | Cha Jun-Hwan      | Coreia do Sul  | 225.55 | 71.85 (4) | 153.70 (3) |
| 4                 | Roman Savosin     | Rússia         | 212.39 | 72.98 (3) | 139.41 (4) |
| 5                 | Alexei Krasnozhon | Estados Unidos | 208.85 | 71.48 (5) | 137.37 (6) |
| 6                 | Ilia Skirda       | Rússia         | 207.11 | 68.31 (6) | 138.80 (5) |

#### Individual feminino júnior
| Pos.              | Nome                 | Nacionalidade | Pontos | PC        | PL         |
| ----------------- | -------------------- | ------------- | ------ | --------- | ---------- |
| Medalha de ouro   | Alina Zagitova       | Rússia        | 207.43 | 70.92 (1) | 136.51 (1) |
| Medalha de prata  | Anastasiia Gubanova  | Rússia        | 194.07 | 60.38 (3) | 133.77 (2) |
| Medalha de bronze | Kaori Sakamoto       | Japão         | 176.33 | 64.48 (2) | 111.85 (4) |
| 4                 | Rika Kihira          | Japão         | 175.16 | 54.78 (5) | 120.38 (3) |
| 5                 | Elizaveta Nugumanova | Rússia        | 170.08 | 58.34 (4) | 111.74 (5) |
| WD                | Marin Honda          | Japão         | —      | — (WD)    |            |

#### Duplas júnior
| Pos.              | Nome                                       | Nacionalidade    | Pontos | PC        | PL         |
| ----------------- | ------------------------------------------ | ---------------- | ------ | --------- | ---------- |
| Medalha de ouro   | Anastasia Mishina / Vladislav Mirzoev      | Rússia           | 180.63 | 64.73 (1) | 115.90 (1) |
| Medalha de prata  | Anna Dušková / Martin Bidař                | República Tcheca | 167.76 | 61.38 (2) | 106.38 (2) |
| Medalha de bronze | Aleksandra Boikova / Dmitrii Kozlovskii    | Rússia           | 159.72 | 58.75 (4) | 100.97 (3) |
| 4                 | Alina Ustimkina / Nikita Volodin           | Rússia           | 158.14 | 59.05 (3) | 99.09 (4)  |
| 5                 | Ekaterina Alexandrovskaya / Harley Windsor | Austrália        | 141.36 | 57.08 (5) | 84.28 (5)  |
| 6                 | Amina Atakhanova / Ilia Spiridonov         | Rússia           | 139.50 | 56.78 (6) | 82.72 (6)  |

#### Dança no gelo júnior
| Pos.              | Nome                                     | Nacionalidade  | Pontos | PC        | PL        |
| ----------------- | ---------------------------------------- | -------------- | ------ | --------- | --------- |
| Medalha de ouro   | Rachel Parsons / Michael Parsons         | Estados Unidos | 162.50 | 66.91 (2) | 95.59 (1) |
| Medalha de prata  | Alla Loboda / Pavel Drozd                | Rússia         | 161.87 | 67.58 (1) | 94.29 (2) |
| Medalha de bronze | Lorraine Mcnamara / Quinn Carpenter      | Estados Unidos | 153.47 | 63.73 (3) | 89.74 (3) |
| 4                 | Christina Carreira / Anthony Ponomarenko | Estados Unidos | 149.98 | 61.39 (4) | 88.59 (4) |
| 5                 | Angélique Abachkina / Louis Thauron      | França         | 146.12 | 60.08 (5) | 86.04 (5) |
| 6                 | Anastasia Shpilevaya / Grigory Smirnov   | Rússia         | 140.64 | 59.29 (6) | 81.35 (6) |

## Quadro de medalhas
Geral
| Ordem | País             | Medalha de ouro | Medalha de prata | Medalha de bronze |    | Ordem por total |
| ----- | ---------------- | --------------- | ---------------- | ----------------- | -- | --------------- |
| 1     | Rússia           | 5               | 3                | 2                 | 10 | 1               |
| 2     | Estados Unidos   | 1               | 1                | 2                 | 4  | 2               |
| 2     | Japão            | 1               | 1                | 2                 | 4  | 2               |
| 4     | Canadá           | 1               |                  | 1                 | 2  | 4               |
| 5     | China            |                 | 1                |                   | 1  | 5               |
| 5     | França           |                 | 1                |                   | 1  | 5               |
| 5     | República Tcheca |                 | 1                |                   | 1  | 5               |
| 8     | Coreia do Sul    |                 |                  | 1                 | 1  | 5               |
| TOTAL | TOTAL            | 8               | 8                | 8                 | 24 | —               |

Sênior
| Ordem | País           | Medalha de ouro | Medalha de prata | Medalha de bronze |    | Ordem por total |
| ----- | -------------- | --------------- | ---------------- | ----------------- | -- | --------------- |
| 1     | Rússia         | 2               |                  | 1                 | 3  | 1               |
| 2     | Japão          | 1               | 1                | 1                 | 3  | 1               |
| 3     | Canadá         | 1               |                  | 1                 | 2  | 3               |
| 4     | Estados Unidos |                 | 1                | 1                 | 2  | 3               |
| 5     | China          |                 | 1                |                   | 1  | 5               |
| 5     | França         |                 | 1                |                   | 1  | 5               |
| TOTAL | TOTAL          | 4               | 4                | 4                 | 12 | —               |

Júnior
| Ordem | País             | Medalha de ouro | Medalha de prata | Medalha de bronze |    | Ordem por total |
| ----- | ---------------- | --------------- | ---------------- | ----------------- | -- | --------------- |
| 1     | Rússia           | 3               | 3                | 1                 | 7  | 1               |
| 2     | Estados Unidos   | 1               |                  | 1                 | 2  | 2               |
| 3     | República Tcheca |                 | 1                |                   | 1  | 3               |
| 4     | Coreia do Sul    |                 |                  | 1                 | 1  | 3               |
| 4     | Japão            |                 |                  | 1                 | 1  | 3               |
| TOTAL | TOTAL            | 4               | 4                | 4                 | 12 | —               |